# Pobull Fhinn

Pobull Fhinn est un cercle de pierres situé sur l'île de North Uist dans les Hébrides extérieures.

## Histoire
La construction du site date probablement de l'âge de bronze. L'origine du nom Pobull Fhinn n'est pas connue mais pourrait faire référence au héros légendaire de la mythologie celtique irlandaise Finn Mac Cumaill. Orthographié au fil du temps alternativement pobull, poball, pobul ou au pluriel pobuill, le premier mot signifie "le peuple" ou "les gens". Le nom Finn est un pseudonyme qui signifie "blond, beau, l'or et de bonne race", ou encore "blanc, la blancheur, la pureté". Le nom complet pourrait néanmoins être traduit par "peuple de Finn", le terme "peuple blond/pur" n'étant généralement pas retenu.

## Caractéristiques

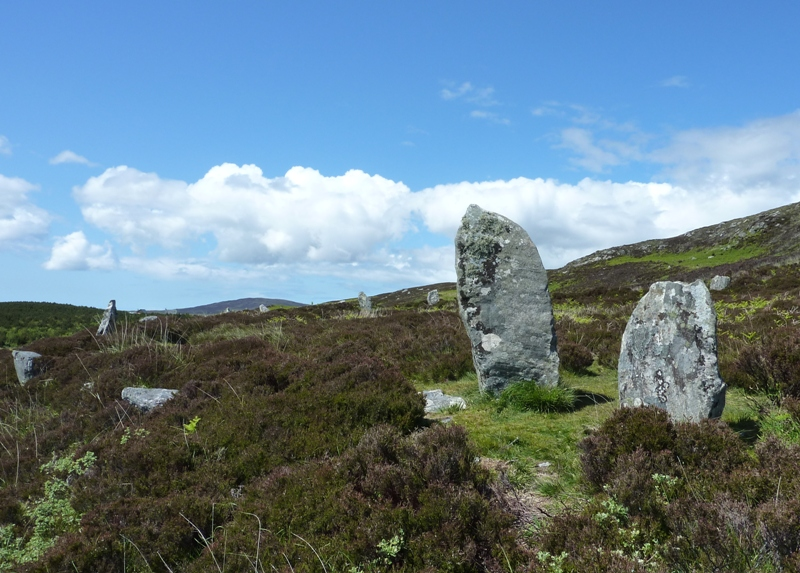
Photo prise de l'est. La seconde pierre depuis la droite est la plus grande du site avec une hauteur de 2 mètres.

Le cercle de pierres forme une ellipse dont le grand axe fait environ 37 mètres d'est en ouest et le petit axe environ 30,5 mètres du nord au sud. Bien que situé sur un plateau naturel, la face nord du site a été excavée de 1,2 mètre. Au moins 24 pierres peuvent être dénombrées, 8 formant la face nord et 16 formant la face sud, mais certaines zones du cercle sont dépourvues de pierres. 

## Localisation
Pobull Fhinn est situé à proximité de la route A867 à environ 8 kilomètres au sud de Lochmaddy. Le site est accessible depuis le parking du Barpas Lodge Hotel ou en continuant sur le sentier qui mène au cairn de Barpa Langass.